# Anders Foldager
Anders Foldager (født 27. juli 2001 i Skive), (opvokset i Thorsø) er en cykelrytter fra Danmark, der er kører for Team Jayco AlUla.

## Karriere
Foldager startede med at cykle på landevejen hos Hammel Cykle Klub, inden han fra 2018 rykkede videre til Team Mascot Workwear fra Silkeborg. Efter tiden som juniorrytter skiftede han fra 2020-sæsonen til Team Herning CK Elite.
Anders Foldager deltog også i e-cykling, hvor han repræsenterede Team P.O. Auto-CeramicSpeed. Han stillede den 9. december 2020 op i den første udgave af VM i e-cykling på platformen Zwift. Her vandt han sølvmedalje, kun overgået af tyske Jason Osborne.

### Biesse-Carrera
Fra begyndelsen af 2022 skiftede Foldager til det italienske hold Biesse-Carrera, som netop var gået fra at være klubhold til kontinentalhold. I juni 2022 deltog han i Giro Ciclistico d'Italia (Baby Giroen), hvor han på 4. etape endte på andenpladsen. Den 9. august samme år blev det offentliggjort at Anders Foldager havde skrevet en stagiaire-kontrakt med det australske World Tour-hold Team BikeExchange-Jayco. Aftalen var gældende for resten af året. I slutningen af august offentliggjorde Biesse-Carrera, at holdet havde forlænget kontrakten med Anders Foldager, så den nu var gældende til og med 2023. Årsagen var at den danske rytter ikke mente at det var sandsynligt at han skrev en fuldtidskontrakt med BikeExchange når stagiaire-aftalen udløb. Fra 14. september til 9. oktober stillede han til start i seks løb for BikeExchange, hvoraf han gennemførte tre.

### Skifte til World Tour
Godt seks måneder efter at han kørte sit sidste løb som stagiaire hos BikeExchange, meddelte holdet den 25. april 2023, som nu havde skiftet navn til Team Jayco AlUla, at de fra 2024-sæsonen havde skrevet en toårig kontrakt med Anders Foldager. Efter offentliggørelsen af kontrakten afslørede Foldager at aftalen allerede var blevet underskrevet mens han kørte som stagiaire i efteråret, og derfor havde holdt det hemmeligt i over 200 dage.

## Meritter

### Landevejscykling
2021
1. plads, 1. afdeling af Demin Cup
2022
1. plads, Trofeo Sportivi di Briga
2. plads, 4. etape af Giro Ciclistico d'Italia
2. plads, Trofeo Fubine
2. plads, Bakkekonkurrencen ved Danmark Rundt
2. plads, Ruota d’Oro
3. plads, Trofeo Alcide Degasperi
2023
1. plads, 1. etape af Tour de l'Avenir
1. plads, 8. etape af Giro Next Gen (Baby Giro)
1. plads, Trofeo Città di San Vendemiano
1. plads, Memorial Polese
3. plads, Per sempre Alfredo
3. plads, GP Capodarco Comunita Di Capodarco
2024
1. plads, 1. (TTT) og 2. etape af Slovakiet Rundt
3. plads, Coppa Sabatini

### E-cykling
2020
2. plads,  VM i e-cykling
2023
4. plads, VM i e-cykling